# Église Saint-Pierre-et-Saint-Paul de Balignicourt

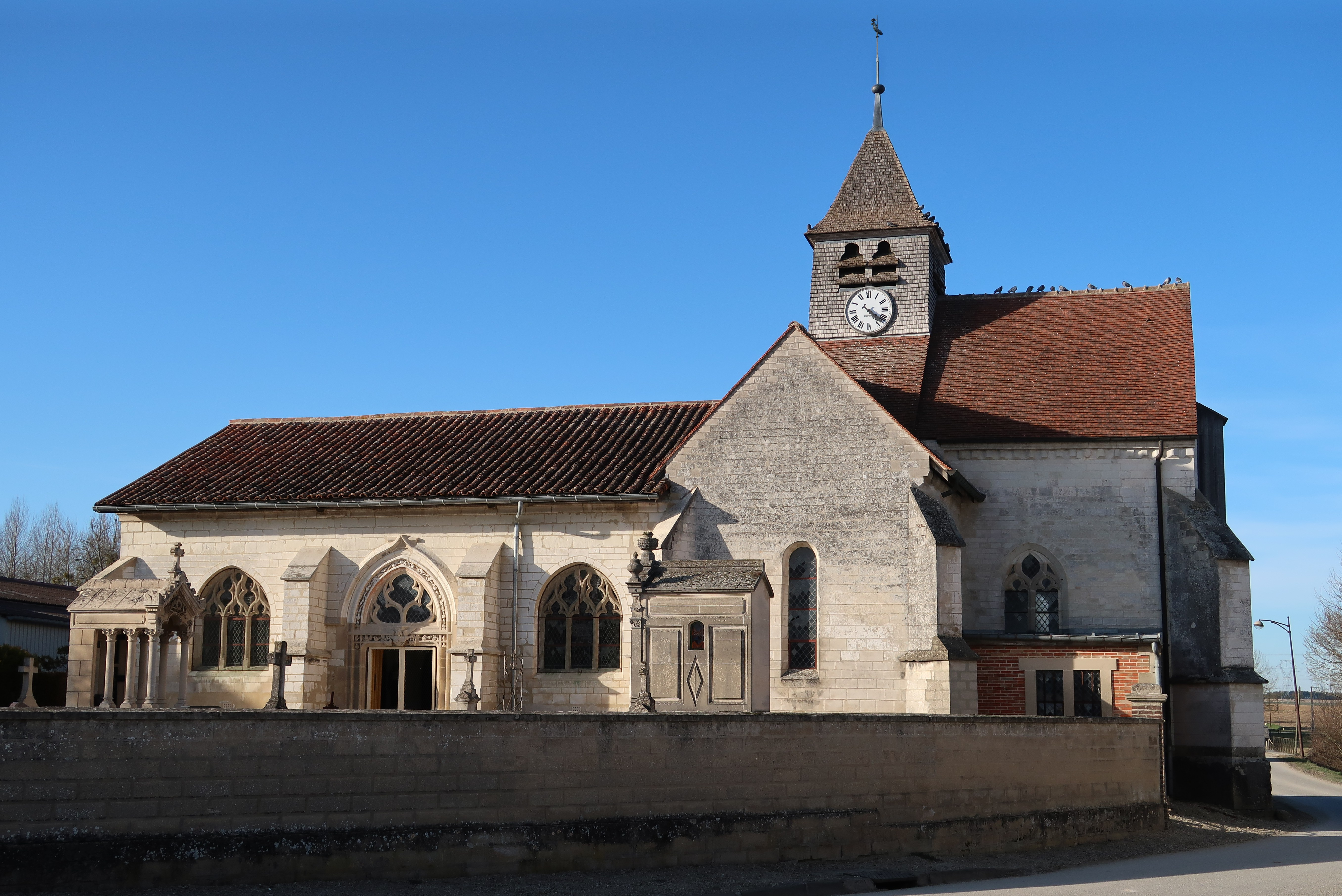
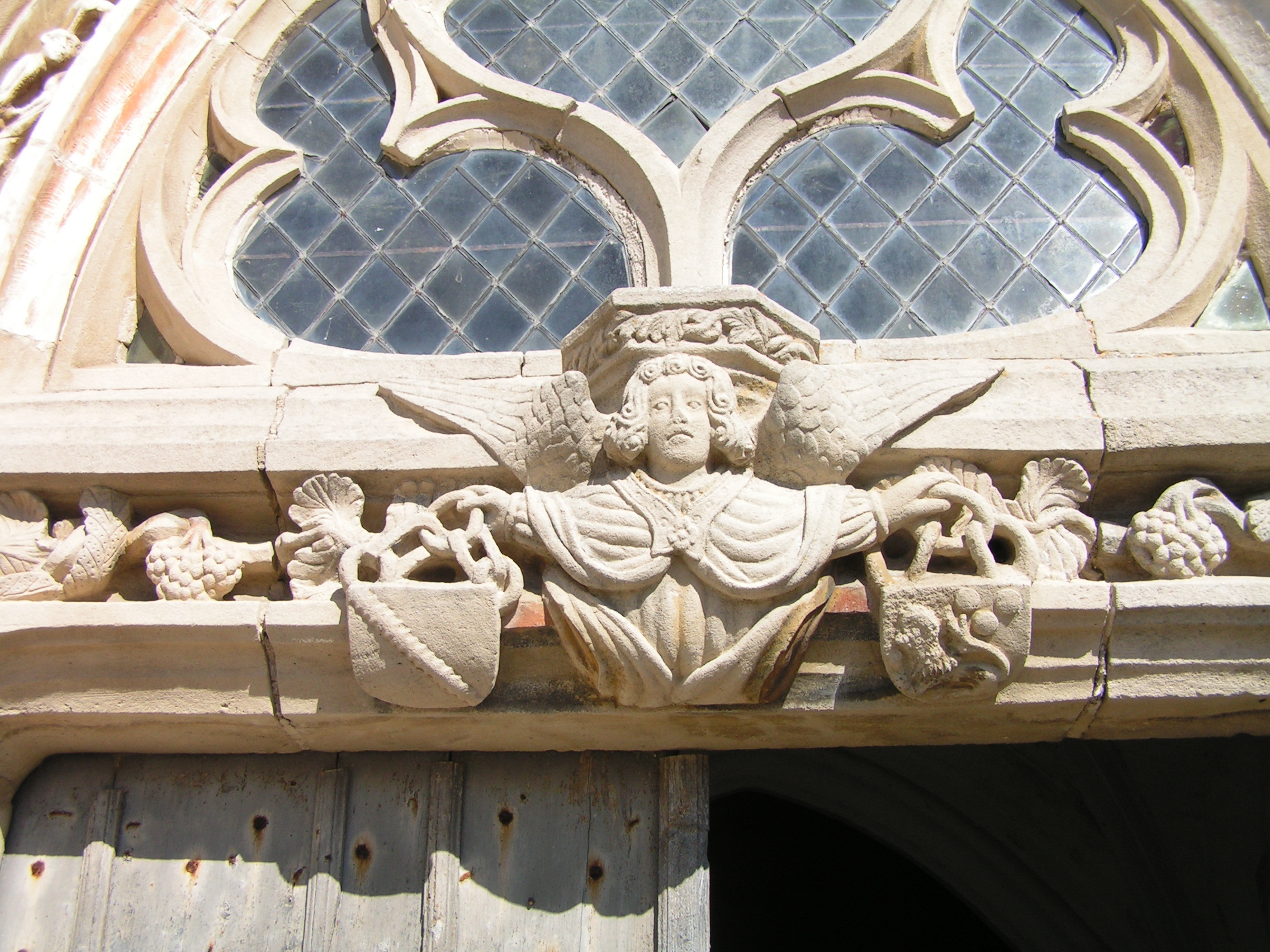
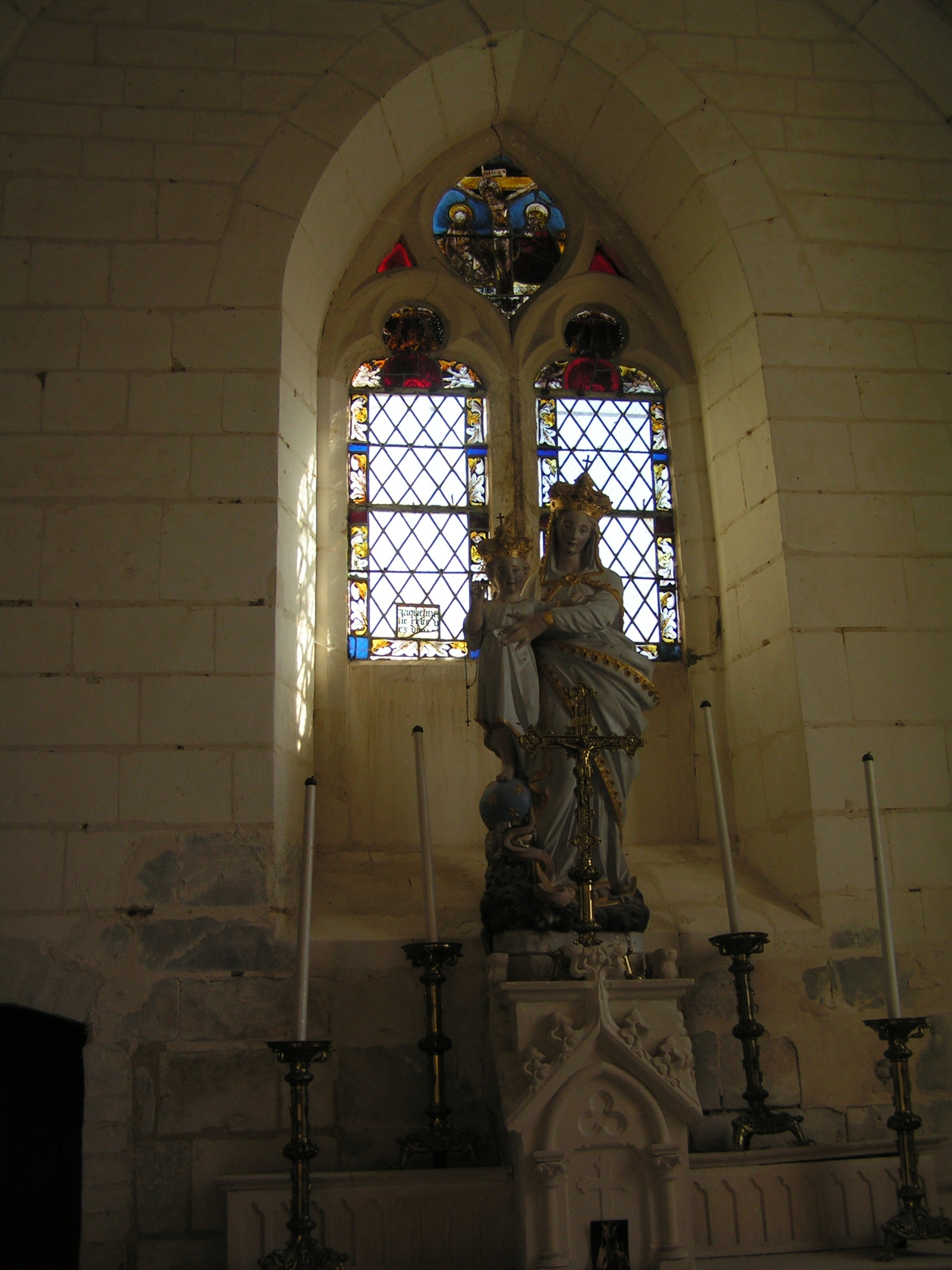
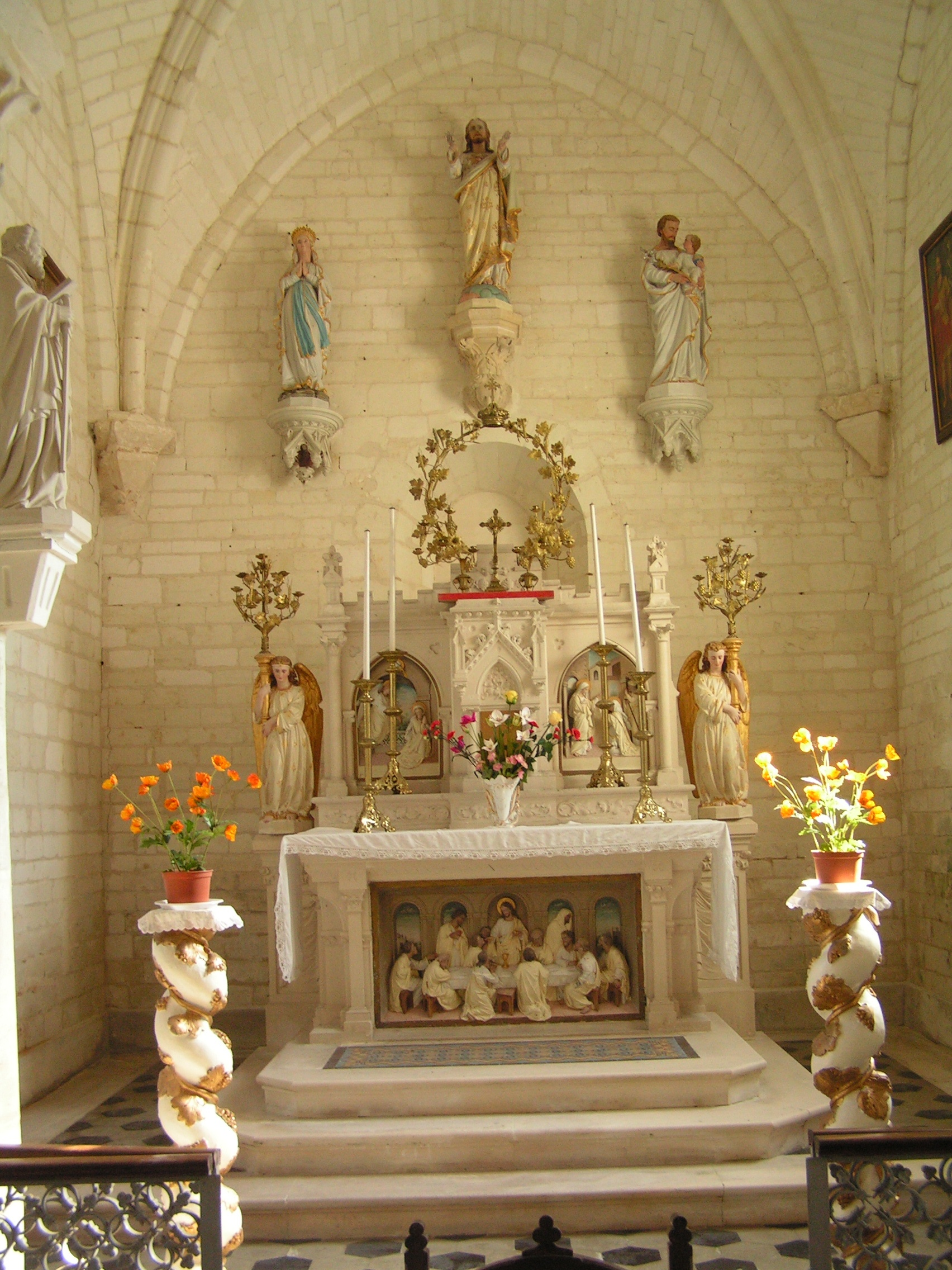

Pour les articles homonymes, voir Église Saint-Pierre-et-Saint-Paul.
L'église Saint-Pierre-et-Saint-Paul est une église catholique classée au titre des monuments historiques en 1984, située à Balignicourt (département de l'Aube, en France).